# معاهدة فرساي (1871)
معاهدة فرساي لعام 1871 والتي أنهت الحرب الفرنسية البروسية ووقعها أدولف تيير من الجمهورية الفرنسية الثالثة وأوتو فون بسمارك من الإمبراطورية الألمانية المشكلة حديثًا في 26 فبراير 1871. وكانت معاهدة أولية، تم استخدامها لترسيخ الهدنة الأولية في 28 يناير بين القوى. تم التصديق عليها من قبل معاهدة فرانكفورت في 10 مايو من نفس العام والتي أكدت تفوق الإمبراطورية الألمانية، لتحل محل فرنسا كقوة عسكرية مهيمنة في القارة الأوروبية.
كانت الهيئة الحاكمة لباريس، حكومة الدفاع الوطني قد أبرمت هدنة، اعتبارًا من 28 يناير، من خلال الاستسلام للألمان لإنهاء حصار باريس؛ قام جول فافر، وهو سياسي فرنسي بارز، بذلك حيث التقى بسمارك في فرساي لتوقيع الهدنة. ظهر أدولف تيير بحلول وقت المعاهدة الرسمية كزعيم فرنسي جديد حيث بدأت البلاد في إعادة بناء حكومتها.

## تعطيل الحكومة الفرنسية
في الأسابيع السبعة الأولى من الحرب الفرنسية البروسية، شهدت القوات البروسية وغيرها من القوات الألمانية العديد من النجاحات العسكرية ضد الحكومة الفرنسية المتعثرة، بما في ذلك الاستيلاء على الإمبراطور الفرنسي، نابليون الثالث في معركة سيدان في 2 سبتمبر 1870. تسبب هذا في انهيار الإمبراطورية الفرنسية الثانية، لتحل محلها حكومة دفاع وطني في 4 سبتمبر. عملت حكومة الدفاع الوطني كهيئة حاكمة مؤقتة قبل أن تتمكن جمهورية فرنسية جديدة من إجراء انتخابات، وتلقت ردودًا غير مواتية من الباريسيين لأنها لم تكن قادرة على كسر الحصار. تم إجلاء رجال الدولة لإنشاء مكاتب في بوردو وتور، مما ترك مسؤولي الحكومة الفرنسية غير قادرين على التواصل، مما زاد من زعزعة هيكل الدولة وإضعاف الحكومة.

## توحيد ألمانيا
بينما تدهورت الحكومة الفرنسية، نجح بسمارك في تحقيق توحيد معظم ألمانيا (باستثناء النمسا) في 18 يناير 1871 بإنشاء الإمبراطورية الألمانية. تم إعلان الملك فيلهلم الأول ملك بروسيا قيصرا الإمبراطورية الوليدة في قاعة المرايا بقصر فرساي. أراد هيكل القيادة الألماني الجديد التوقيع على معاهدة سلام لكسب ممتلكات فرنسا الاستعمارية. ومع ذلك، اختار بسمارك هدنة فورية حيث تم تحقيق توحيد ألمانيا بالفعل. كان قلقًا من أن يؤدي المزيد من العنف إلى سقوط المزيد من الضحايا الألمان وإثارة الاستياء الفرنسي. كما كان حذرًا من لفت انتباه الدول الأوروبية الأخرى، خوفًا من تحركها للتدخل إذا بدت الدولة الألمانية الجديدة متعطشة للسلطة. كان كلا الجانبين حريصين على توقيع معاهدة بحلول بداية فبراير 1871.

## أحكام المعاهدة
تضمنت شروط المعاهدة تعويض حرب قدره خمسة مليارات فرنك تدفعها فرنسا لألمانيا. سيستمر الجيش الألماني في احتلال أجزاء من فرنسا حتى يتم الدفع بالكامل. اعترفت المعاهدة أيضًا بفيلهلم الأول بصفته قيصر الإمبراطورية الألمانية الموحدة. بدأت المناقشة الأولية حول التنازل عن الألزاس ومنطقة موزيل في لورين إلى ألمانيا. على الرغم من اعتراضات بسمارك، أصر مولتكه وجنرالاته على أن المنطقة كانت ضرورية كحاجز دفاعي. عارض بسمارك الضم لأنه لم يرغب في جعل ألمانيا عدوًا دائمًا لفرنسا. تم تخفيض الجزء الذي تم ضمه من الألزاس واللورين لاحقًا بشكل طفيف في معاهدة فرانكفورت، مما سمح لفرنسا بالاحتفاظ بإقليم بلفور.

## روابط خارجية
- الحدود الفرنسية الألمانية لعام 1871
- الجمهورية والمستشار الحديدي: نمط العلاقات الفرنسية الألمانية ، 1871-1890